# Matrix-Powertag
.

A Matrix Powertag (código UCI: MTR) é uma equipa ciclista japonêsa. Fundada em 2006 foi continental até 2010 onde se converteu em amador para voltar a ser continental em 2011.

## Classificações UCI
A equipa participa nos circuitos continentais, principalmente no UCI Asia Tour.

### UCI Asia Tour
| Temporada | Classificação por equipas | Melhor corredor          | Posição |
| 2010-2011 | 52º                       | Takahiro Yamashita       | 240º    |
| 2011-2012 | 48º                       | Mariusz Wiesiak          | 151º    |
| 2012-2013 | 46º                       | Vicente García de Mateos | 153º    |
| 2013-2014 | 63º                       | Eduard Prades            | 216º    |
| 2015      | 19º                       | Benjamín Prades          | 16º     |
| 2016      | 53º                       | José Vicente Toribio     | 190º    |
| 2017      | 25º                       | José Vicente Toribio     | 31º     |
| 2018      | 35º                       | Junya São                | 51º     |

### UCI Europe Tour
| Temporada | Classificação por equipas | Melhor corredor | Posição |
| 2010-2011 | 116º                      | Mariusz Wiesiak | 1202º   |
| 2011-2012 | 107º                      | Mariusz Wiesiak | 532º    |
| 2013-2014 | 85º                       | Eduard Prades   | 126º    |

## Palmarés
Para anos anteriores, veja-se Palmarés da Matrix-Powertag

### Palmarés 2019

#### Circuitos Continentais UCI
| Datas           | Circuito                 | Corridas                              | Ganhador          |
| 8 de fevereiro  | UCI Asia Tour de 2019    | 1.ª etapa da Rodada Pilipinas         | Francisco Mancebo |
| 12 de fevereiro | UCI Asia Tour de 2019    | Ronda Pilipinas                       | Francisco Mancebo |
| 31 de maio      | UCI Asia Tour de 2019    | 1.ª etapa do Tour de Kumano           | Orluis Aular      |
| 2 de junho      | UCI Asia Tour de 2019    | Tour de Kumano                        | Orluis Aular      |
| 10 de julho     | UCI America Tour de 2019 | 2.ª etapa da Volta Ciclista a Miranda | Orluis Aular      |
| 14 de julho     | UCI America Tour de 2019 | 6.ª etapa da Volta Ciclista a Miranda | Orluis Aular      |
| 18 de julho     | UCI America Tour de 2019 | 2.ª etapa da Volta a Venezuela        | Orluis Aular      |
| 19 de julho     | UCI America Tour de 2019 | 3.ª etapa da Volta a Venezuela        | Orluis Aular      |
| 20 de julho     | UCI America Tour de 2019 | 4.ª etapa da Volta a Venezuela        | Orluis Aular      |
| 21 de julho     | UCI America Tour de 2019 | 5.ª etapa da Volta a Venezuela (CRI)  | Orluis Aular      |
| 22 de julho     | UCI America Tour de 2019 | 6.ª etapa da Volta a Venezuela        | Orluis Aular      |
| 24 de julho     | UCI America Tour de 2019 | Volta a Venezuela                     | Orluis Aular      |

#### Campeonatos nacionais
| Datas       | Corridas                                     | Ganhador     |
| 28 de junho | Campeonato da Venezuela Contrarrelógio (CRI) | Orluis Aular |

## Modelo
Para anos anteriores, veja-se Elencos da Matrix-Powertag

### Elenco de 2019
| Nome                 | Nascimento | Nacionalidade | Equipa 2018                     |
| Orluis Aular         | 05/11/1996 | Venezuela     | Start Team Gosto                |
| Airán Fernández      | 31/10/1988 | Espanha       | Matrix Powertag                 |
| Ryosuke Hashimoto    | 08/03/1992 | Japão         | Matrix Powertag                 |
| Tomoya Kano          | 14/07/1973 | Japão         | Gunma GRIFIN Racing Team (2016) |
| Ryohei Komori        | 26/09/1988 | Japão         | Aisan Racing Team               |
| Kazuyuki Manabe      | 16/02/1970 | Japão         | Matrix Powertag                 |
| Francisco Mancebo    | 09/03/1976 | Espanha       | Inteja Dominican Cycling Team   |
| Naoki Mukaigawa      | 27/12/1980 | Japão         | Matrix Powertag                 |
| Daisei Nagara        | 09/07/1974 | Japão         | Matrix Powertag                 |
| Junya São            | 09/01/1982 | Japão         | Matrix Powertag                 |
| Kenji Takubo         | 11/09/1995 | Japão         | Matrix Powertag                 |
| José Vicente Toribio | 22/12/1985 | Espanha       | Matrix Powertag                 |
| Kazuyuki Uemasu      | 19/04/1997 | Japão         | Neoprofissional                 |
| Daiki Yasuhara       | 12/08/1991 | Japão         | Matrix Powertag                 |